# Волынский округ (1919—1920)
Волынский округ (пол. Okręg wołyński) — административный район, созданный в составе Гражданской администрации восточных земель 7 июня 1919 года как Управление Волынских поветов с временным местонахождением в Ковеле, в состав которого входили следующие повяты: Ковельский, Луцкий и Владимир-Волынский. 9 сентября 1919 года на месте Правления Волынских повятов был создан Волынский округ с местопребыванием в Ковеле, в который вошли следующие поветы: Владимир-Волынский, Ковельский, Луцкий, Дубенский, Ровненский, Кременецкий, Острожский, Заславский и Звягельский и другие поветы на случай продвижения польской армии на восток.
20 ноября 1919 года районный центр был перенесен из Ковеля в Луцк.
17 января 1920 года приказом Главкома Войска Польского выделен в состав вновь созданной Гражданской коллегии Волынских земель и Подольского фронта.
15 марта 1920 года Сарненский повет был создан из существовавших гмин Ровенского повета: Высоцк, Дубровица, Любиковичи, Немовичи и Виры, и гмин Овруцкого повета: Кисоричи, Олевск и Юрово.
15 мая 1920 года Староконстантиновский повет был исключен из состава Волынского округа и включен в состав Подольского округа.
1 июня 1920 года из ZCZWiFP были исключены следующие поветы: Владимир-Волынский, Ковельский, Луцкий, Дубенский и Ровненский (в границах с 1 августа 1914 года) вместе с частью Острожского повета, уже включенной в состав Ровенского повета, и северо-западной части Кременецкого повета и были переданы в управление Правительству Республики Польша.

## Подробное административное деление
Площадь и количество жителей по российским данным.
| Повет | Площадь повета (км²) | Численность населения (1897) |  | Центр повета       | Численность населения центра повета |
| --- | -------------------- | ---------------------------- |  | ------------------ | ----------------------------------- |
| Волынский округ |                      |                              |  |                    |                                     |
| Дубенский повет | 3940                 | 195.058                      |  | Дубно              | ?                                   |
| Ковельский повет | 7350                 | 211.493                      |  | Ковель             | ?                                   |
| Кременецкий повет | 3322                 | 219.934                      |  | Кременец           | ?                                   |
| Луцкий повет | 7540                 | 252.550                      |  | Луцк               | ?                                   |
| Острожский повет | 3066                 | 169.351                      |  | Острог             | ?                                   |
| Овруцкий повет (часть) ¹ | 10.616               | 205.390                      |  | Овруч              | ?                                   |
| Ровенский повет | 8.568                | 273.001                      |  | Ровно              | ?                                   |
| Сарненский повет ² | ?                    | ?                            |  | Сарны              | ?                                   |
| Староконстантиновский повет ¹ ³ | 2560                 | 193.889                      |  | Староконстантинов  | ?                                   |
| Влодзимежский повет | 6440                 | 277.265                      |  | Владимир-Волынский | ?                                   |
| Заславский повет | 3450                 | 208.742                      |  | Заславль           | ?                                   |
| Звягельский повет | 7150                 | 348.950                      |  | Звягель            | ?                                   |
| ¹ Позднее занята (точная дата включения отсутствует) |                      |                              |  |                    |                                     |
| ² 15 марта 1920 года из частей Ровенского и Овруцкого поветов был образован Сарненский повет (Законодательный вестник ЗЧЗВиФП от 1920 г., № 2, ст. 20).                                     |                      |                              |  |                    |                                     |
| ³ 15 мая 1920 года Староконстантиновский повет был исключен из состава Волынского округаа и включен в состав Подольского округа (Законодательный вестник ZCZWiFP от 1920 г., № 8, поз. 11). |                      |                              |  |                    |                                     |